# Cornélia Glèlè
Cornélia Laurence Glèlè, née le 14 juillet 1997 au Bénin, est une journaliste, réalisatrice, blogueuse et militante féministe béninoise.  
Promotrice du Festival International de Films de Femmes de Cotonou, elle est la fondatrice du blog « Ecranbénin » et membre du Réseau ouest-africain des jeunes femmes leaders.

## Biographie

### Enfance et formations
Cornélia Glèlè est née le 14 juillet 1997 à Cotonou, au Bénin. Après ses études primaires et secondaires à l’école la belle rencontre à Parakou et au Collège Zongo à Cotonou, elle obtient un Baccalauréat A2 en 2014. Plus tard, à l'Institut Supérieur des Métiers de l'audiovisuel (ISMA), elle obtient un master en journalisme audiovisuel et réalisation documentaire. 
À la 9e édition du festival international de film de Durban en Afrique du Sud, elle suit une formation de 6 jours sur le cinéma. 

### Carrière
Cornélia Glèlè entame sa carrière en 2015 comme pigiste à l'Association Béninoise de Marketing Social.  Elle s'intéresse au cinéma pendant son cursus à l'ISMA, particulièrement quand elle participe au Festival Panafricain du Cinéma et de la Télévision de Ouagadougou.  
Elle se lance dans le cinéma en 2016 en réalisant son premier film documentaire Les tam-tams du silence. Ce film présente les tam-tams mythiques géants joués à l'occasion des décès dans la région d'Agonlin au centre du Bénin.  
Elle réalise Blanc-Noir et Heureux en 2017. Le film porte sur les albinos et remporte le prix du meilleur film documentaire de l'ISMA et le Stylo d'or du documentaire au First short Yaoundé 2018. Le film se retrouve également sélectionné au festival Lagunimages, au Mis Me Binga au Cameroun, au Zanzibar International Film Festival de Tanzanie et à l'Africlap de Toulouse en France. Il est par ailleurs présenté à l'ouverture de la soirée consacrée au Cinéma béninois au Global Festival de New York en 2018,. 
Cornélia Glèlè est blogueuse pour « Ecranbénin » qu'elle crée en 2017 et y exprime sa passion pour le cinéma en Afrique. À travers son blog, elle publie des actualités sur les films et festivals, les biographies de cinéastes, les critiques et y éduque sur les métiers du cinéma. 
Cornélia Glèlè est aussi militante des droits des femmes. Elle est la responsable du département « Participation des femmes aux instances de prise de décision » du Réseau Ouest Africain des Jeunes Femmes Leaders. En 2018, elle organise avec Ecranbénin - dans le cadre de la Journée Internationale des droits des Femmes - une formation en actorat sanctionnée d'une attestation au profit de 10 jeunes femmes. En 2019, elle initie le Festival International de Films de Femmes de Cotonou qui a lieu tous les deux ans à Cotonou,.  
En 2022, elle est consultante en fon pour le film The Woman King de Gina Prince-Bythewood.  
En 2023, elle fait partie de la liste des 30 talents africains de moins de 30 ans cité par le magazine Forbes Afrique.  

## Filmographies
- 2016 : Les Tam-tams du silence
- 2017 : Blanc-Noir et Heureux

## Distinctions
- Prix du meilleur film documentaire, ISMA, 2017
- Stylo d'or du documentaire, First short, 2018
- Prix de la meilleure critique de Cinéma, festival international de film de Durban, 2018[2]